# Maison de Stevan Kaćanski
La maison de Stevan Kaćanski (en serbe cyrillique : Кућа Стевана Каћанског ; en serbe latin : Kuća Stevana Kaćanskog) est située à Belgrade, la capitale de la Serbie, dans la municipalité urbaine de Stari grad. Construite dans les années 1880, elle est inscrite sur la liste des biens culturels de la Ville de Belgrade.

## Présentation
La maison du poète Stevan Kaćanski a été construite dans les années 1880 pour servir de résidence, probablement à un marchand de Dorćol. Elle constitue un exemple caractéristique de l'architecture urbaine de la fin du XIXe siècle.
Stevan Kaćanski a pris part à la révolution de 1848 contre la Hongrie et, en 1862, il a organisé la légion des volontaires.